# Ошибневые
Ошибневые (лат. Ophidiidae) — семейство лучепёрых рыб из отряда ошибнеобразных. Имеют голое или покрытое чешуёй, сильно вытянутое тело. Брюшные плавники есть или отсутствуют. Непарные плавники большей частью соединены с хвостовым в одну непрерывную оторочку.

## Классификация
В состав семейства включают 4 подсемейства, 50 родов и 258 видов:
- Подсемейство Brotulinae
  - Род Brotula — Бротулы, 6 видов
- Подсемейство Brotulotaeniinae
  - Род Brotulotaenia
- Подсемейство Ophidiinae
  - Род Cherublemma
  - Род Chilara
  - Род Genypterus — Конгрио
  - Род Lepophidium
  - Род Ophidion — Ошибни, 27 видов
  - Род Otophidium
  - Род Parophidion
  - Род Raneya
- Подсемейство Neobythitinae
  - Род Abyssobrotula
  - Род Acanthonus
  - Род Alcockia
  - Род Apagesoma
  - Род Barathrites
  - Род Barathrodemus
  - Род Bassogigas
  - Род Bassozetus
  - Род Bathyonus
  - Род Benthocometes
  - Род Dannevigia
  - Род Dicrolene
  - Род Enchelybrotula
  - Род Epetriodus
  - Род Eretmichthys
  - Род Glyptophidium
  - Род Holcomycteronus
  - Род Homostolus
  - Род Hoplobrotula
  - Род Hypopleuron
  - Род Lamprogrammus
  - Род Leptobrotula
  - Род Leucicorus
  - Род Luciobrotula
  - Род Mastigopterus
  - Род Monomitopus
  - Род Neobythites
  - Род Penopus
  - Род Petrotyx
  - Род Porogadus
  - Род Pycnocraspedum
  - Род Selachophidium
  - Род Sirembo
  - Род Spectrunculus
  - Род Spottobrotula
  - Род Tauredophidium
  - Род Typhlonus
  - Род Xyelacyba